# Laurence Chatel de Brancion
Laurence Chatel de Raguet de Brancion, née Laurence Michel est une historienne française, menant des recherches sur la fin de l’Ancien Régime et le début de l'Époque contemporaine, en accordant une place importante à l’art.

## Biographie
Laurence Chatel de Brancion, née Laurence Michel en 1946, a toujours vécu à Paris. Sa grand-mère paternelle, américaine, descendait de Thomas Hazard, un des fondateurs de Newport en 1639. Son grand-père maternel descendait de Jean-Baptiste Saint, un des fondateurs du géant du textile Saint Frères, au XIXe siècle[réf. nécessaire].
Après une licence de philosophie et une maîtrise d’Histoire, elle entame une thèse de doctorat en histoire. Elle est mère de quatre jeunes enfants, quand son mari Bertrand Chatel de Raguet de Brancion, ingénieur chimiste, meurt brutalement en 1978. Elle se recycle en économie et gestion, entre dans la banque puis dans l’industrie[réf. nécessaire].
En 1999, elle soutient sa thèse, intitulée « Cambacérès et ses Mémoires », sous la direction de Jean Tulard au sein de l'Université Paris 4. En 2001, elle reçoit l’Habilitation à Diriger les Recherches à la Sorbonne[réf. nécessaire].
Elle est Lauréate de la Bourse de la Fondation Napoléon (1998).
Depuis 2021, elle préside l'association HISTAVAL (Histoire pour l'avenir du Val d'Anglin), qui réunit des chercheurs professionnels et amateurs désireux d'étudier et de faire connaître, à travers des publications, le cadre naturel, l'histoire et le patrimoine du Val de Creuse et du Val d'Anglin.

## Recherches
En 1999, elle publie les Mémoires de Cambacérès, président du Comité de Législation de la Convention puis Second Consul, enfin archichancelier de l’Empire, restés inédits. Elle est professeure invitée à l’université Kokugakuin à Tokyo, où elle a découvert les archives de Cambaceres, qui lui permettent de rédiger une biographie très innovante rétablissant le jurisconsulte montpelliérain dans son vrai rôle : celui de père du Code Civil et de maître d’ouvrage de Napoléon. L’ouvrage est couronné par l’Académie française et la Légion d’Honneur. A la suite, elle analyse la conception que Napoléon se faisait de l’Europe, dans  Le Sacre de Napoléon. Le rêve de changer le monde (2004), insistant sur son goût pour le Moyen Âge, qui favorisa l’éclosion du romantisme.
En parallèle, elle plonge dans l’Ancien Régime, avec la première monographie consacrée à Carmontelle, peintre de plus de 700 portraits des personnalités de son temps, du jeune Mozart à Madame Du Deffand, auteur de théâtre, inventeur des transparents ancêtres du cinéma, critique d’art et grand créateur de parcs, dont il ne reste à ce jour que le parc Monceau à Paris. Elle lui consacre deux ouvrages : Carmontelle. Au jardin des illusions suivi par Le cinéma au Siècle des Lumières, que le musée Getty publiera à Los Angeles.
Elle s’intéresse aussi à l’histoire croisée France-États-Unis, a œuvré sur des biographies de Franklin et de LaFayette, la cession de la Louisiane.
Elle préside ou a présidé plusieurs associations dont le comité Franklin et l’association en France des Daughters of the American Revolution, et organisé des colloques.
Laurence Chatel de Brancion a aussi fondé une galerie d’art contemporain à Paris, et assuré le commissariat de plusieurs expositions historiques dont une à Tokyo[source insuffisante].

## Publications
- Cambacérès, Mémoires inédits, T1 Révolution et Consulat et T2 L’empire (Perrin, 2000)[6]
- Cambacérès, maître d’ouvrage de Napoléon (Perrin, 2001).
- Cambacérès, fondateur de la justice moderne (sous la dir. de) (Monelle Hayot, 2001 )[7]
- Louisiane 1803 -  2003 Louisiana avec Ellen Hampton (Monelle Hayot, 2003)[8].
- Carmontelle. Au jardin des illusions (Monelle Hayot, 2003)[9].
- Le sacre de Napoléon. Le rêve de changer le monde  (Perrin, 2004).
- Le cinéma au Siècle des Lumières (Monelle Hayot, 2007)[10]
- Benjamin Franklin. A la recherche d’un monde meilleur (Economica, 2007).
- Carmontelle’s transparencies, cinema of the Enlightenment, (The J. Paul Getty Museum, Los Angeles, 2008 )
- La naissance des États-Unis d’Amérique a-t-elle tué l’Europe des Lumières ? sous la dir. de et E. Hampton  (SPM, 2008 )
- La Fayette. Rêver la gloire, avec Patrick Villiers (Monelle Hayot, 2013).
- LaFayette, traversée d’une vie (Monelle Hayot, 2017).
- Gens du Val d'Anglin. De la préhistoire à nos jours, collectif sous la direction de Laurence Châtel de Brancion (Bélâbre, Histaval, 2021).
- Val de Creuse et Val d'Anglin. Nature et patrimoine. Guide, collectif sous la direction de Laurence Châtel de Brancion (Bélâbre, Histaval, 2023)

## Distinction
- Officier de l'ordre des Arts et des Lettres (2007)[11].